# 傑克·科斯
約翰·湯馬斯·科斯（John Thomas "Jack" Cox，1877年12月21日—1955年11月11日）曾經是英格蘭足球代表隊成員，在十九世紀末二十世紀初效力利物浦，也先後到過黑池。科斯協助利物浦兩奪聯賽錦標。

## 職業生涯
科斯在默西賽德郡的利物浦出生，效力過南海岸標準、南海岸及黑池，然後在1898年2月被利物浦領隊約翰·麥堅拿及W.E.巴克萊以當時的高價150英鎊收購。
科斯在1898年3月12日在利物浦亮相，在晏菲路球場的甲組聯賽迎戰諾士郡，以2-0輕取對手，科斯亦取得他在利物浦的第一個入球。科斯經常成為球隊左右翼的正選球員，協助球隊分別在1901年及1906年奪冠。
科斯善於替隊友創造入球，其射門觸覺亦不俗，在他的361次出賽裡合共取得81個入球，平均每4.5場取得一個入球，這對於一個邊路球員來說是相當可觀的。他的表現獲得足總注意，曾入選國家隊，於1901年3月9日的英國錦標賽在南安普顿的小谷球場以3-0大勝愛爾蘭。此後又兩次代表國家隊上陣。科斯在1909年離開利物浦，作為球員兼領隊重返黑池。

## 外部連結
- 球員檔案－LFChistory.net （页面存档备份，存于）